# Калду верде
Калду верде (порт. Caldo verde) — известное блюдо португальской кухни, густой суп из капусты и картофеля с луком, чесноком и колбасой чорисо. При приготовлении овощи отвариваются в воде с добавлением соли и оливкового масла, причем картофель разминается до пюреобразного состояния, а капуста мелко шинкуется.